# Lagos
Lagos je najveći grad u Nigeriji. Prema popisu iz 1991. godine u gradu je živjelo 5.195.247, a prema procjeni iz 2010. 9.968.455 stanovnika, što ga čini drugim po veličini gradom u Africi, iza Kaira. Također je 7. svjetski grad po prirastu stanovništva.
Grad se nalazi u istoimenoj laguni, odvojenoj od Atlantskog oceana pješčanim sprudovima. Južni kvartovi nalaze se na otocima, a zapadni i najveći dio Lagosa na kopnu. Na zapadu je i Lagos Murtala Muhammed Airport, međunarodna zračna luka nazvana prema Murtali Mohammedu, četvrtom predsjedniku Nigerije. 

## Povijest
Lagos je davnih dana bio malo naselje Awori grupe plemena Yoruba. Tada se naselje zvalo Èkó (Oko), po istoimenom božanstvu plemena Yoruba. Današnje ime naselje je dobilo prema istoimenom portugalskom gradu, koji je krajem 15. stoljeća, kad su ovdje počeli pristizati prvi Europljani, bio glavna luka za afričke ekspedicije.
Godine 1841. Oba Akintoye, vladar Lagosa, pokušao je ukinuti trgovinu robljem, koja se ovdje odvijala od početka 15. stoljeća. Naravno, taj je potez naišao na snažan otpor lokalnih trgovaca, koji su Akintoyea protjerali. No, on se vratio na prijestolje uz pomoć Britanaca, a uskoro (1861.) Lagos je i službeno postao dijelom britanskog kolonijalnog imperija.
Od neovisnosti 1960. do 12. prosinca 1991. godine Lagos je bio glavni grad Nigerije. Nigerijske su vlasti tada premjestile svoje sjedište u Abuju.

## Poznate osobe
- Genevieve Nnaji, nigerijska glumica

## Vanjske poveznice
- Službena stranica  Arhivirana inačica izvorne stranice od 15. veljače 2008. (Wayback Machine) (engl.)

### Ostali projekti
|  | Zajednički poslužitelj ima još gradiva o temi Lagos |